# Nászút-barlang
A Nászút-barlang az Aggteleki Nemzeti Park területén található egyik barlang. A barlang az Aggteleki-karszt és a Szlovák-karszt többi barlangjával együtt 1995 óta a világörökség része.

## Leírás
Az Alsó-hegy fennsíkján, a Vecsem-bükk csúcstól 260°-ra 1575 m-re, a Bódvaszilas központjától É-ra lévő, víznyelőhöz hasonló mélyedés alján, fokozottan védett területen helyezkedik el a barlang bejárata. Közel van a Névtelen-zsombolyhoz. Ha az egyik barlangban (a Nászút-barlangban vagy a Névtelen-zsombolyban) hangosan beszél valaki, akkor azt hallani a mellette található barlangban. Néhány turistatérképen látható a Nászút-barlang földrajzi elhelyezkedése. Ezeken a turistatérképeken barlangjel és Nászút-barlang név jelöli a barlang helyét. A barlang mellett, Ny-ra megfigyelhető két markáns felszakadás, amelyeket S/14 és S/15 jelekkel jelölnek. Közelében nyílik a Cilike-zsomboly.
Középső triász wettersteini mészkőben keletkezett a barlang. Különlegessége az, hogy az Alsó-hegyen található legtöbb barlangtól eltérően nem zsomboly, hanem barlang. A Nászút-barlang vízszintes kiterjedése 14 m. Függőleges a barlang bejárati részének első szakasza. Járata 10 m mélység után megtörik és visszafordul, majd még kb. 20 m-t halad lefelé kb. 45°-os szögben az omladékos végpontig. Engedéllyel látogatható a lezáratlan és szűk barlang.
Előfordul a barlang az irodalmában Ismeretlen-zsomboly (Kordos 1984), Nászlyuk-barlang (Szenthe 1976), Nászut-barlang (Fodor 1972, Csernavölgyi 1972), Nászut-zsomboly (Horváth, Máté 1975) és Nászút-zsomboly (Kordos 1984) neveken is. S-16 jellel is jelölve volt (Kósa 1992).

## Kutatástörténet
1972-ben tárták fel a barlangot a Vörös Meteor Tektonik Barlangkutató Csoport tagjai. Walkovszky Attila és Szenthe István 1972-ben huzatméréseket és hőmérsékletméréseket végeztek benne. 1975-ben Marek E., Molnár András, Oláh I. és Törő I. felmérték a barlangot, majd Molnár András a felmérés alapján megrajzolta a barlang alaprajz térképét, hosszmetszet térképét és 9 keresztmetszet térképét. A térképek 1:100 méretarányban mutatják be a barlangot. 1975. október 19-én és egy későbbi munkatúrán az FTSK Barlangkutató Szakosztály feltárt a Nászút-barlangban egy új részt. Az 1975. évi MKBT Beszámoló szerint az új rész kb. 300 m hosszú, de mivel ez egy magas hasadék egymás felett kitáguló szintjében van, a valódi hosszúság valószínűleg kisebb.
1976-ban Lukács László is részt vett a barlang kutatásában. A Szenthe István által írt, az MKBT Beszámoló 1976. évi évfolyamában megjelent csoportjelentés szerint a barlang a felfedezésekor kb. 40 m hosszú volt. 1977-ben a Promontor SE Barlangkutató Csoportjának tagjai átkiabálással bizonyították, hogy a Nászút-barlang összefügg a Névtelen-zsombollyal. Bejárások alapján úgy gondolták, hogy a Nászút-barlang magasra felnyúló egyik kürtője nagyon megközelíti a zsombolyt. Az 1977. évi beszámolójukban az olvasható, hogy az 1977. évi munkájuk az volt, hogy a Névtelen-zsomboly oldalhasadékában lévő kőtörmelék eltávolításával bejáratot találjanak a Nászút-barlangba, amely megalapozná a további munkát.
Az 1977. január 30-án készült és a barlang 1975. novemberi bejárásán alapuló szpeleográfiai terepjelentés szerint a barlang alaprajzi hossza 22 m, a valóságban 26 m hosszú, 15 m vízszintes kiterjedésű és 16 m függőleges kiterjedésű. Bódvaszilason, 505 m tengerszint feletti magasságban, az úttól balra 10 m-re, fenyőerdőben van a barlang vízszintes profilú, bontott és ácsolt hasadékbejárata. Alapvetően vízszintes járatok lettek feltárva a barlangban. Tervezték a további bontást a végponton lévő törmelék biztosítása után, mert mérések alapján egy nagy barlangrendszert feltételeztek. A végponton lévő ácsolat életveszélyes, korhadt. A kéziratban az is olvasható, hogy 1957 augusztusában fedezték fel Balázs Dénesék.
Az 1984-ben megjelent, Magyarország barlangjai című könyv országos barlanglistájában szerepel az Aggteleki-karszton lévő barlang Nászút-barlang néven Nászút-zsomboly és Ismeretlen-zsomboly névváltozatokkal. A listához kapcsolódóan látható az Aggteleki-karszt és a Bükk hegység barlangjainak földrajzi elhelyezkedését bemutató 1:500 000-es méretarányú térképen a barlang földrajzi elhelyezkedése. Az 1992. évi Karszt és Barlangban publikált, az Alsó-hegy magyarországi részének töbreit, zsombolyait és beszakadásait bemutató ábrán látható a barlang földrajzi elhelyezkedése. Az 1992-ben kiadott, Alsó-hegyi zsombolyatlasz című könyvben, az Alsó-hegy fennsíkjának magyarországi oldalát bemutató egyik térképen meg van jelölve a barlang helye. A kiadványban megjelentek a barlang 1975-ben készült térképei, valamint több adattal együtt fel van tüntetve egy irodalmi mű, amelyben említve van a barlang. A barlang 1995 óta a világörökség része.
A Nyerges Attila által 1997-ben készített szakdolgozat szerint a 13 m mély Nászút-barlang az Alsó-hegy magyarországi részének 40. legmélyebb barlangja. Az 1999. évi Lakatos Kupa egyik helyszíne volt. A 2008. szeptember 27-én megrendezett XV. Lakatos Kupa kiadványában 13 m mély barlangként szerepel. A füzetben megjelent a barlang alaprajz térképe, függőleges hosszmetszet térképe és 6 keresztmetszet térképe. A térképek ismeretlen időpontban, ismeretlen készítő által készültek. A verseny egyik nem kötelezően érintendő, felszíni érintőpontja volt a barlang.
Az Alsó-hegy karsztjelenségeiről szóló, 2019-ben kiadott könyvben az olvasható, hogy a Nászút-barlang 20 m hosszú és 13 m mély. (Molnár András szerint 20 m a barlang mélysége.) A barlang azonosító számai: Szlovákiában 176, Magyarországon 5452/24, egyéb S-16. A könyvben publikálva lett a barlang 2018-ban készült alaprajz térképe és 2018-ban készült 2 hosszmetszet térképe. Az alaprajz térképen látható a 2 hosszmetszet elhelyezkedése a barlangban. A barlangot 1975-ben Marek E., Molnár András, Oláh I. és Törő I., majd 2018-ban Ctirad Piskač, Jáchym Piskač, Luděk Vlk, Mikuláš Vlk, Mojmír Záviška és Miroslav Hynšt mérték fel. 1975-ben Molnár András, Miroslav Hynšt, Ctirad Piskač és Luděk Vlk a felmérés alapján megrajzolták a barlang térképeit. A térképeket 2019-ben Luděk Vlk digitalizálta. Megjelent a könyvben egy színes fénykép, amelyen a barlang kívülről fényképezett bejárata figyelhető meg. A kiadványhoz mellékelve lett az Alsó-hegy részletes térképe. A térképet Luděk Vlk, Mojmír Záviška, Ctirad Piskač, Jiřina Novotná, Miloš Novotný és Martin Mandel készítették. A térképen, amelyen fekete ponttal vannak jelölve a barlangok és a zsombolyok, látható a Nászút-barlang (5452/24, 176) földrajzi elhelyezkedése.

## További irodalom
- A Tektonik Barlangkutató Csoport kézirata az MKBT barlangkataszteri pályázatra. 1977.